# Episodi de I bastardi di Pizzofalcone (seconda stagione)
La seconda stagione della serie televisiva I bastardi di Pizzofalcone, formata da 6 episodi, è trasmessa in prima visione assoluta da Rai 1 dall'8 ottobre al 12 novembre 2018. Il primo episodio è stato pubblicato in anteprima su Rai Play.
| nº | Titolo     | Prima TV         |
| -- | ---------- | ---------------- |
| 1  | Cuccioli   | 8 ottobre 2018   |
| 2  | Pane       | 15 ottobre 2018  |
| 3  | Gioielli   | 22 ottobre 2018  |
| 4  | Tango      | 29 ottobre 2018  |
| 5  | Souvenir   | 5 novembre 2018  |
| 6  | Tradimenti | 12 novembre 2018 |

## Cuccioli
Giuseppe annuncia ai suoi colleghi che sposerà Laura, ma si sveglia di soprassalto: è solo un sogno. Romano trova una neonata vicino ai cassonetti davanti al commissariato e, dopo averla portata in ospedale, le dà il nome Giorgia come sua moglie che lo ha lasciato. La squadra risale alla madre, una ucraina di nome Lara Bernatska, e la trova morta strangolata in casa. Ottavia scopre che la vittima, prima di rimanere incinta, aveva lavorato come colf dalla famiglia Nubila e, prima ancora, dall'ingegner Sergio Senatore. Sulla scena del delitto la dottoressa Martone, compagna della Di Nardo, trova le impronte di Donato Cuocolo, corriere del clan Pistillo, e Lojacono e Alex lo fermano con 400g di cocaina: in commissariato egli si decide a collaborare e racconta che aveva effettivamente frequentato Lara, aggiungendo però che non l'ha uccisa lui, che non è il padre della bimba e che ha un alibi di ferro. Dopo aver sentito più volte Senatore, su intuizione della PM Piras vengono interrogati i coniugi Nubila che, messi alle strette, confessano: Cristina non poteva avere figli e così, dietro pagamento, aveva convinto Lara a farsi mettere incinta dal marito Fausto ma, dopo la nascita della bambina, la donna ucraina ci aveva ripensato e voleva tenersela, e così Cristina l'ha strangolata. Subito dopo, però, a causa delle precarie condizioni di salute della bambina, non essendo stata in grado di curarla, per salvarle la vita e per non essere smascherata, si è trovata costretta a farla trovare davanti al commissariato affinché fosse ricoverata in un ospedale.
- Altri interpreti: Ivan Castiglione (avvocato Fausto Nubila), Monica Nappo (Cristina Nubila, moglie dell'avvocato), Luigi Iacuzio (Donato Cuocolo).
- Ascolti Italia: telespettatori 5 587 000 - share 25,06%[1]

## Pane
Viene ritrovato il cadavere del noto panettiere Pasquale Granato, e sulla scena del delitto Lojacono fa la conoscenza di Diego Buffardi, duro magistrato della DDA. Pisanelli racconta che la vittima, un anno prima, aveva testimoniato di aver visto il figlio del boss Emiliano Sorbo sparare con un kalashnikov contro la saracinesca di un negozio di telefonini ma poi aveva ritrattato. Lojacono, che invece sospetta del cognato-socio Fabio Marino, vuole tenersi il caso perché è convinto che non sia un delitto di camorra e la Piras riesce a convincere il procuratore Basile e Buffardi, con il quale non sarà per niente facile collaborare. La moglie di Marino dice a Lojacono che il marito ha preso la pistola che teneva in casa e mostra un livido che le ha fatto in faccia. L'ispettore però, seguendola, scopre che ha un'amante e così, messa alle strette con uno stratagemma, la donna confessa di aver ucciso Pasquale perché aveva scoperto il tradimento e aveva paura che potesse riferire tutto a Fabio. 
Pisanelli segue un altro caso di suicidio: questa volta si tratta di un professore in pensione e accanto al cadavere trova una penna che ricorda essere di frate Leonardo. Lojacono intanto si vede costretto ad aiutare la ex moglie che non ha onorato un mutuo di 140 000 euro da pagare per la casa che sarà poi della figlia, ed è tormentato dalle chiamate di un ignoto "amico" di Agrigento.
- Altri interpreti: Giovanni Meola (Pasquale Granato), Ginestra Paladino (Loredana Toppoli, ex moglie di Pasquale), Giuseppe Pirozzi (Totò, nipote di Pasquale).
- Ascolti Italia: telespettatori 5 337 000 - share 23,23%[2]

## Gioielli
I bastardi indagano su una rapina finita male con la morte di Carlo Ficuciello, gioielliere pieno di debiti e privo di assicurazione. Pisanelli suggerisce di puntare su Domenico e Nicola Capuano, due pregiudicati scarcerati da poco e fermati da Aragona e Di Nardo, mentre Lojacono sospetta dell'ex dipendente Franco Cafiero. La squadra arresta Vincenzo Tafuri che aveva venduto un anello frutto della rapina a un ricettatore: questi ammette di aver fatto la rapina, ma per conto di ignoti e rivela che il gioielliere era anche d'accordo. Lojacono e la Piras interrogano Caterina Iovine, commercialista di Ficuciello, la quale cede e fa i nomi dei complici Mimmo Caiazzo e del figlio Fefè che gestiscono un "compro oro"; Simona, figlia del gioielliere, scopre da un notaio che il padre aveva stipulato perfino una polizza assicurativa sulla vita. 
Pisanelli non ha più sospetti quando frate Leonardo gli mostra di avere ancora la penna uguale a quella che aveva trovato per caso vicino al cadavere del professore. Romano, su consiglio della dottoressa Susy, è deciso ad adottare la piccola Giorgia ma per farlo sarebbe necessario che la moglie torni a vivere con lui. Palma e Ottavia faticano a trattenere l'attrazione e la tenerezza che li lega e una sera durante il turno di notte finalmente si baciano. Lojacono deve fare i conti con il ritorno a casa di sua figlia oltre ad una "offerta indecente" del misterioso dottor Caruso, ovvero soldi e l'estinzione del mutuo della moglie in cambio di un non precisato incarico.
- Altri interpreti: Gianni Parisi (Carlo Ficuciello).
- Ascolti Italia: telespettatori 5 198 000 - share 22%[3]

## Tango
L'insegnante di tango Roberta De Angelis viene uccisa con il suo fermaglio: i sospetti ricadono prima sul marito argentino Daniel Morales che tenta il suicidio, e poi sull'amante Tony Russo, ma alla fine Lojacono risale alla sorella Sofia: quest'ultima, messa alle strette, confessa di averla uccisa perché si era vista rifiutare da lei dei soldi che le servivano per curare il figlio gravemente malato ed intendeva rivolgersi per tale scopo ad un presunto santone e, per l'appunto, la sorella aveva opposto un netto rifiuto in quanto per far ciò avrebbe dovuto necessariamente cedere la sua scuola di ballo, ed aveva motivato il diniego in quanto intravedeva un vero e proprio raggiro da parte di questo santone nonché un inutile accanimento terapeutico dal momento che al bambino restava ormai poco da vivere. 

I bastardi, chi più chi meno, sono anche alle prese con le loro vicissitudini personali: Lojacono, dopo aver restituito i soldi a Caruso, viene però ammaliato dalla proposta di aggiustamento del processo a suo carico in cambio di un favore. Finalmente Aragona riesce ad uscire con la cameriera Irina e a baciarla. Romano propone a Giorgia di tornare insieme per poter adottare la bambina e  dare una seconda possibilità al loro matrimonio. Palma e Ottavia, travolti dalla passione, continuano a frequentarsi di nascosto e fanno l'amore per la prima volta. Pisanelli torna a sospettare di frate Leonardo per il fatto della penna anche perché questi è misteriosamente sparito. Alex si sente oppressa dalla gelosia di Rosaria e questo la porta ad allontanarsi da lei. La Piras, in crisi con Lojacono, si consola tra le braccia del collega Buffardi.
- Altri interpreti: Bianca Nappi (Roberta De Angelis).
- Ascolti Italia: telespettatori 5 245 000 - share 22,66% [4]

## Souvenir
Un cittadino americano viene trovato in fin di vita in un cantiere: la squadra di Lojacono scopre che si tratta di Ethan Wood, figlio di una ex attrice americana malata di Alzheimer; egli aveva cercato di mettersi in contatto con Angela Capasso, moglie di Nicola Picariello, commercialista del clan Sorbo e latitante, la quale in una lettera gli aveva scritto di essere la sua sorellastra in quanto il padre Domenico aveva avuto in illo tempore una relazione con Charlotte Wood durante le riprese di Souvenir, un film ambientato a Sorrento nel lontano 1962. Angela è incinta ed è scappata dal marito che ha fatto picchiare selvaggiamente Ethan non capendo cosa lui volesse dalla moglie. I bastardi trovano Angela nascosta in una stanza segreta in casa di Ciro Piscopo, migliore amico del padre, salvandola dagli uomini di Picariello che avevano pestato Ethan a sangue. La donna consegna a Lojacono un registro con la contabilità del marito, che viene arrestato in una villa sul mare dopo 6 mesi di latitanza, mentre lei andrà a vivere al sicuro con i Wood negli Stati Uniti. 

La Piras, dopo aver trascorso il weekend con Buffardi, decide di lasciare Lojacono. La Martone scopre i tradimenti occasionali di Alex che, dopo la rottura, inizia a frequentare assiduamente locali notturni. Dopo un chiarimento, le due decidono di ricominciare seriamente la loro relazione. Romano, intanto, è preoccupato per la salute della piccola Giorgia. Aragona dovrebbe essere trasferito per assecondare i traffici di un amico del padre e Pisanelli, mentre gli fa la ramanzina, viene colto da un malore per il carcinoma alla prostata di cui è affetto e per il quale finora non si era voluto operare.
- Altri interpreti: Ottaviano Dell'Acqua (Ethan Wood), Erika Blanc (Charlotte Wood), Justine Mattera (Holly Wood), Vittoria Schisano (Mary, trans amante di Nicola Picariello), Giacomo Giorgio (Mimì Capasso).
- Ascolti Italia: telespettatori 5 271 000 - share 22,56% [5]

## Tradimenti
Una professoressa denuncia che una sua alunna di 13 anni sta subendo molestie da parte del padre ma la squadra scoprirà che le sue accuse erano false in quanto si tratta solo di una bambina viziata che, profittando anche del fatto che la madre è l'amante del suo stesso datore di lavoro, aveva fatto una messinscena per far allontanare da casa il padre con cui riteneva di non andare d'accordo.
Pisanelli in ospedale prima di operarsi dice ad Aragona di avere dei sospetti su Lojacono il quale deve far ottenere un permesso al boss Carmine Sorbo: la squadra inizia a osservarlo mentre la Piras sulla scrivania di Buffardi vede un fascicolo sul compagno e ne parla solo con Palma. Alex si ritrova con la Martone ma ancora non riesce a riallacciare i rapporti con il padre ed alla fine lo mette al corrente delle sue scelte di vita, Aragona litiga con il padre per non averlo aiutato mentre Romano cerca di convincere Giorgia ad adottare la bambina. Intanto Romano inizia a pedinare Lojacono ma lo perde e per questo Buffardi se la prende con Palma avvisandolo che sull'ispettore sta indagando da tempo la DDA. Ottavia, pedinandolo, risale all'identità di Giacomo Caruso e scopre che è commercialista di importanti società che riciclano denaro mentre Buffardi rivela alla Piras il motivo per cui sta indagando su Lojacono. Una sera Lojacono preleva Sorbo dai domiciliari e lo accompagna a un incontro al porto quando intervengono i poliziotti che arrestano Caruso, Sorbo e gli altri affiliati: salta fuori quindi che Lojacono aveva collaborato segretamente a questa operazione con Buffardi facendo il doppio gioco con Caruso e lasciando all'oscuro tutta la sua squadra. Intanto la stessa notte il fidanzatino di Marinella viene accoltellato in discoteca e la Piras si prende cura della ragazza fino al rientro del padre. Il magistrato e tutta la squadra di Pizzofalcone si ritrovano a pranzo al ristorante di Letizia per festeggiare quando lì davanti esplode un'autobomba.
- Altri interpreti: Antonella Stefanucci (preside di Martina), Salvatore Striano (Carmine Sorbo).
- Ascolti Italia: telespettatori 5 507 000 - share 23,4% [6]